# 金城実 (歌手)
金城 実（きんじょう みのる、1935年 - ）は、琉球民謡歌手（唄者）。特にカチャーシーの演奏によって知られる。
当時の沖縄県本部村に生まれる。幼少期に、兄弟3人をマラリアで亡くす。
15歳から本部谷茶エイサーの伴奏を務める。
その後、琉球古典音楽を高安高秋に師事。
沖縄民謡については、1961年に津波恒徳に師事し、以降、登川誠仁、普久原朝喜などからも教えを受ける。
1981年、キャンパスレコードの備瀬善勝を支援して「BCYンナルフォンレーベル」を立ち上げ、普久原朝喜作品をカバーしたアルバム『時代～金城実戦中戦後をうたう』などを発表。
2005年、よなは徹との共演による『連続カチャーシー2005』を発表。
この間、琉球民謡協会理事長、琉球國民謡協会会長なども務めた。
同じく民謡歌手の金城洋子は娘。